# Lasiomma octoguttatum
Lasiomma octoguttatum är en tvåvingeart som först beskrevs av Zetterstedt 1845.  Lasiomma octoguttatum ingår i släktet Lasiomma och familjen blomsterflugor. Inga underarter finns listade i Catalogue of Life.